# Washoe Lake State Park
Le Washoe Lake State Park est un parc du Nevada. Il est situé sur les rives sud et est du lac Washoe, au nord-est du Lac Tahoe et au nord de Carson City.

Il a été fondé en 1977 et a une superficie de 3 259 ha.

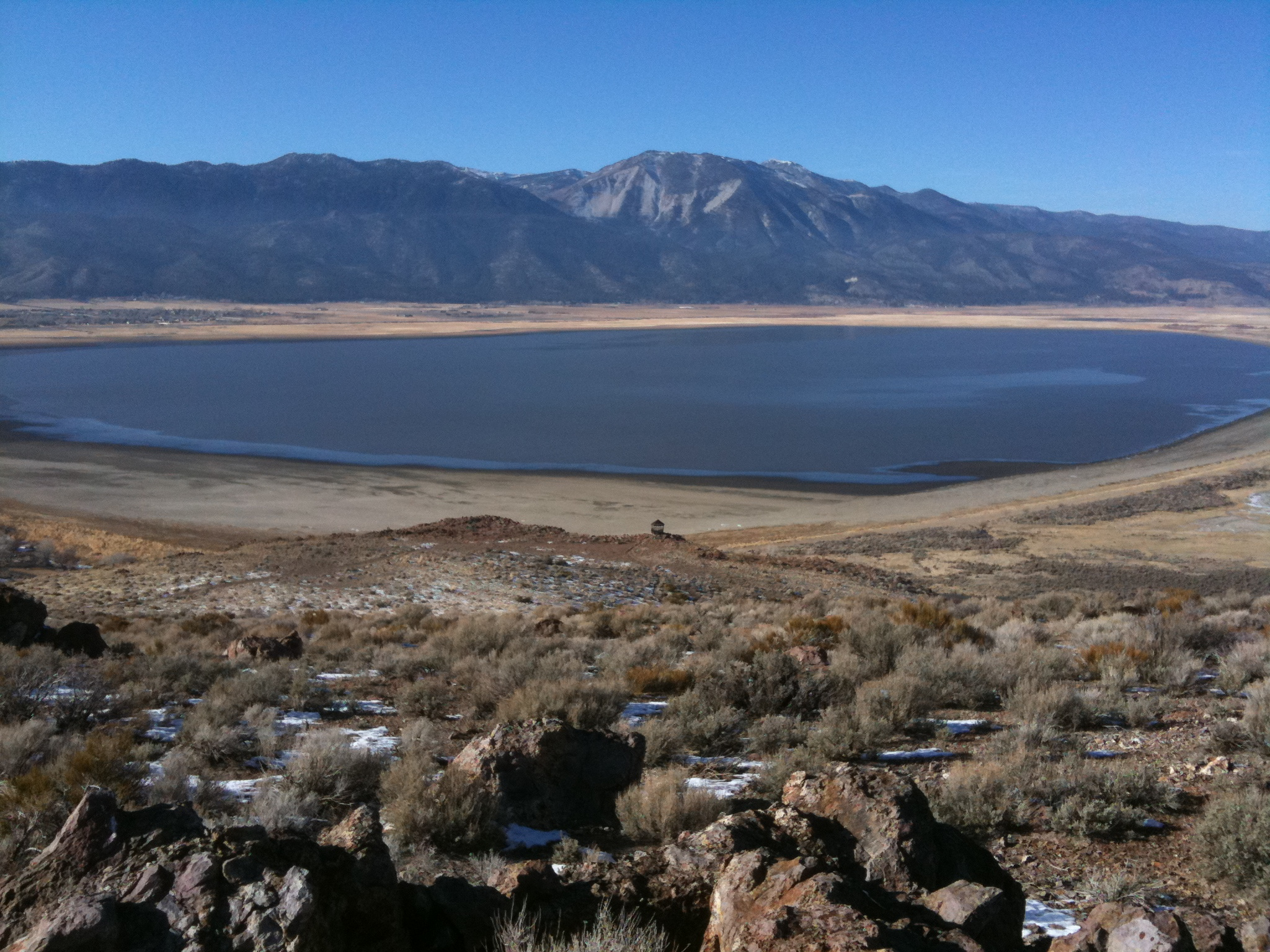
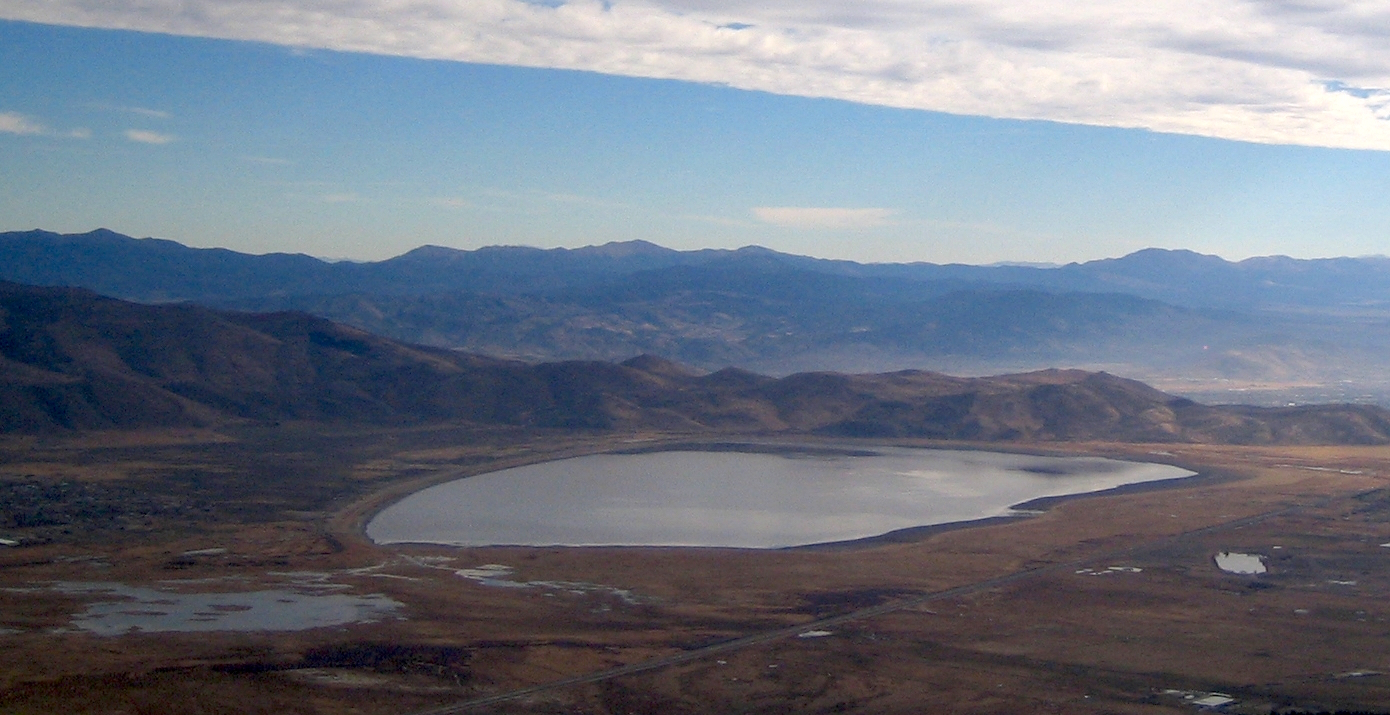
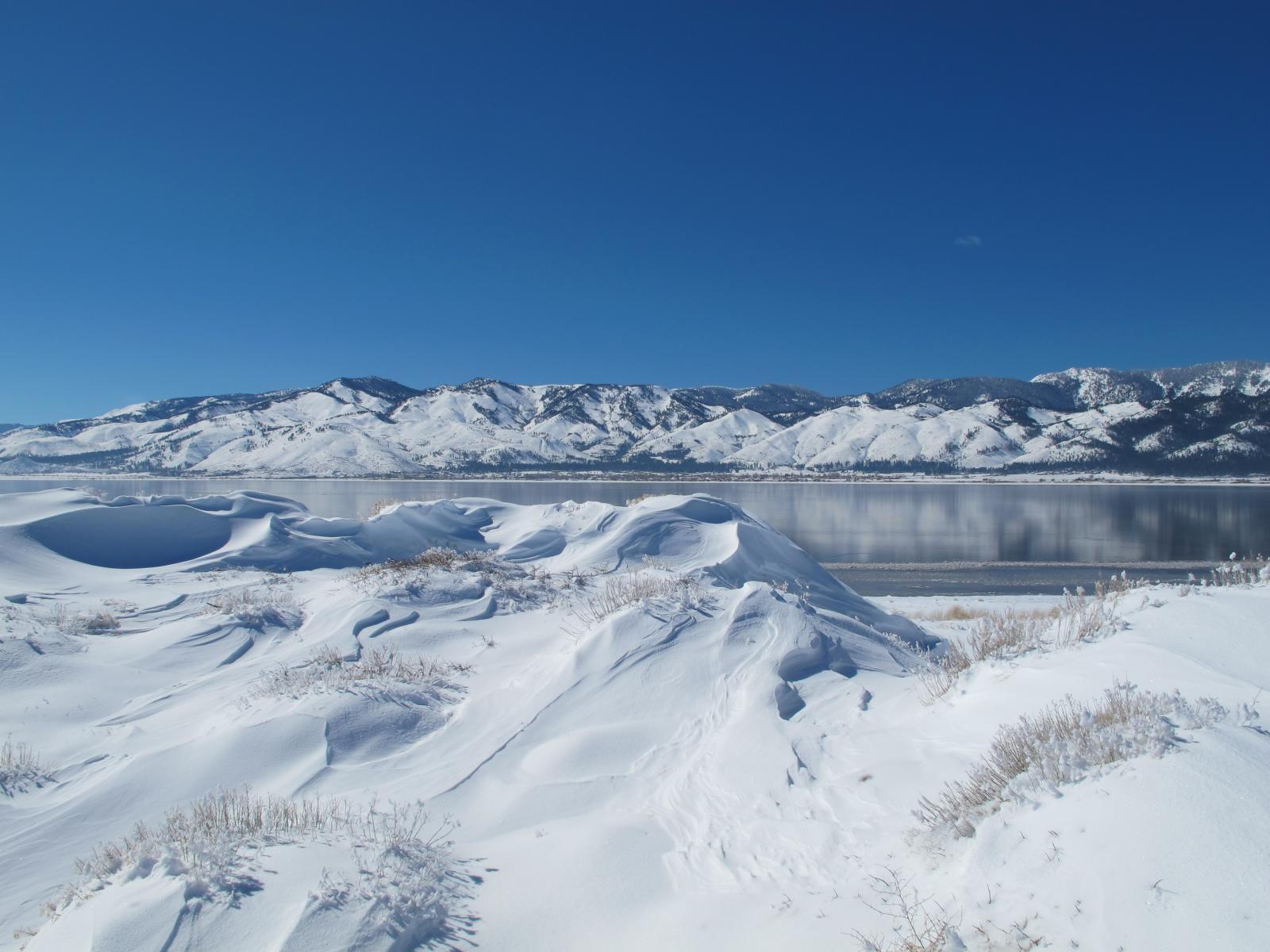
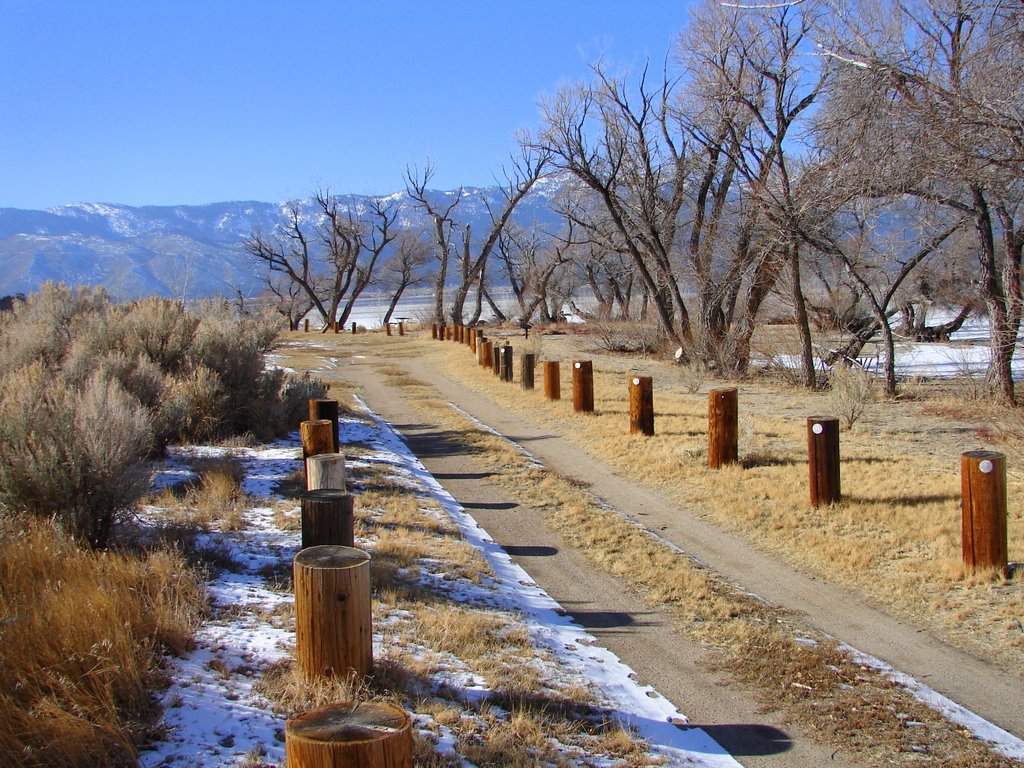
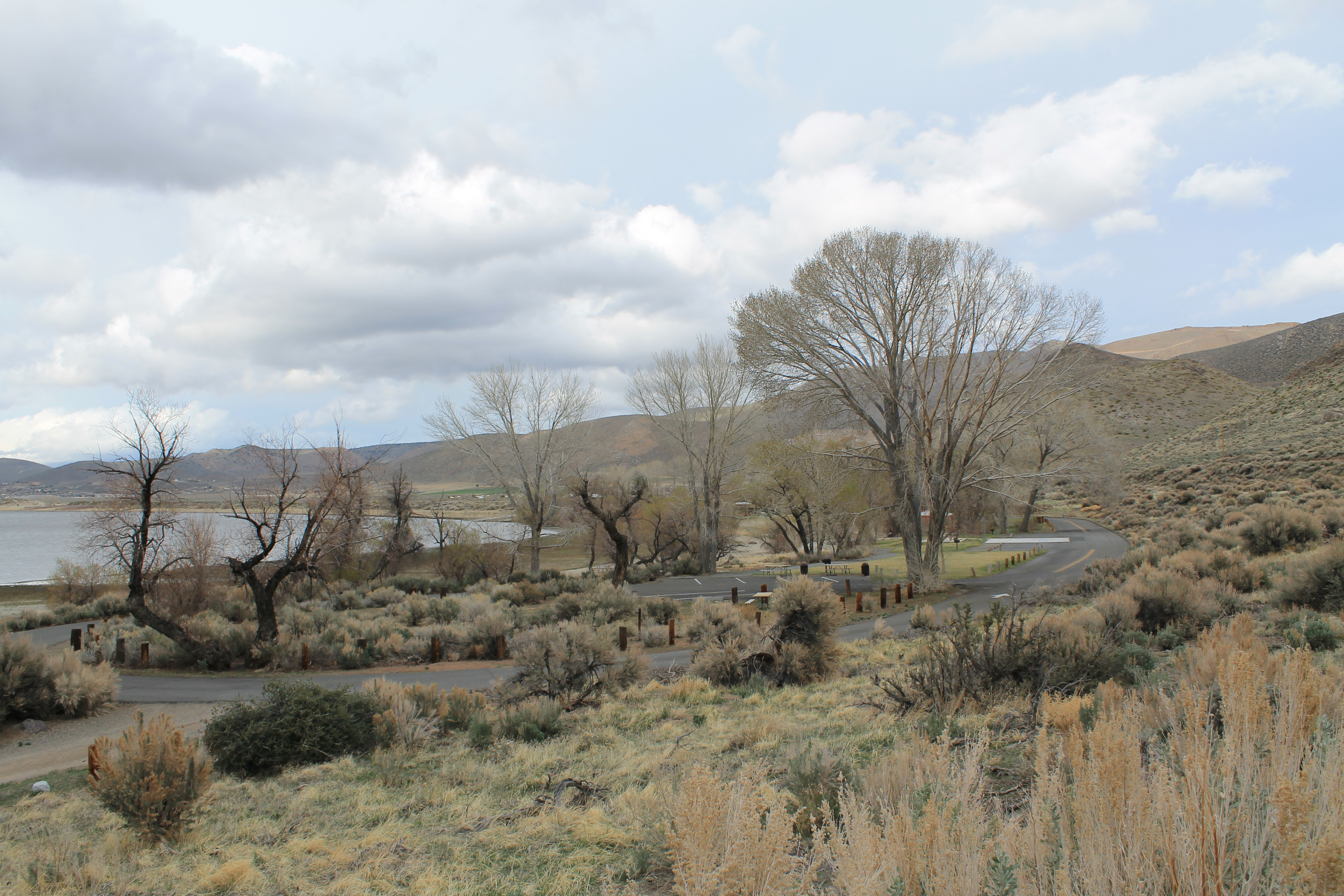